# Ludwig Yorck von Wartenburg
Johann David Ludwig Graf Yorck von Wartenburg (Potsdam, 26 settembre 1759 – Klein-Öls, 4 ottobre 1830) è stato un generale prussiano durante la trasformazione del Regno di Prussia da alleato francese a alleato russo nel corso della guerra della sesta coalizione. La marcia Yorckscher Marsch fu scritta da Ludwig van Beethoven in suo onore.
Il cognome del maresciallo di campo è Yorck. Wartenburg è un suffisso onorifico di battaglia aggiunto al cognome come titolo distintivo.

## Biografia

### Gioventù
Il padre di Yorck, David Jonathan Jark (von Gostkowski), nacque a Rowe in Pomerania (oggi Rowy, Polonia), da un pastore luterano, e fu un Hauptmann (capitano) dell'esercito di Federico II di Prussia. La madre di Yorck nacque a Potsdam. La sua famiglia proveniva da una piccola proprietà di Gostkow, e faceva risalire le proprie origini ai Casciubi della Pomerania. Yorck nacque a Potsdam e modificò il proprio nome da Jark a Yorck, per renderlo più inglese (York), omettendo il suffisso "von Gostkowski".

### Carriera
Yorck entrò nell'esercito prussiano nel 1772, ma dopo sette anni di servizio fu congedato per disobbedienza, avendo criticato il proprio superiore riguardo ai metodi di reclutamento. Entrando al servizio degli olandesi, tre anni dopo prese parte alle operazioni del 1783-84 nelle Indie orientali come capitano. Servì anche l'esercito francese in una battaglia contro i britannici a Città del Capo. Dopo essere tornato in Prussia nel 1785, alla morte di Federico II di Prussia, fu riassunto in servizio, e nel 1794 partecipò alle operazioni in Polonia durante l'insurrezione di Kościuszko, distinguendosi soprattutto nella battaglia di Szczekociny.
Cinque anni dopo Yorck iniziò a farsi un nome come comandante di un reggimento di fanteria leggera, essendo uno dei primi a dare importanza all'allenamento degli schermagliatori. Nel 1805 fu nominato al comando di una brigata di fanteria, e nella disastrosa campagna di Jena giocò un ruolo fondamentale come comandante della retroguardia, soprattutto ad Altenzaun. Fu fatto prigioniero, e ferito gravemente, nell'ultimo scontro dei corpi di Blücher a Lubecca.
Nella riorganizzazione dell'esercito prussiano che seguì al trattato di Tilsit, Yorck fu una delle figure principali. Prima fu maggiore-generale al comando della brigata della Prussia Occidentale, poi ispettore-generale di fanteria leggera, ed infine nominato secondo in comando al generale Grawert, capo dei corpi ausiliari che la Prussia era obbligata a mandare a supporto dalla campagna di Russia operata da Napoleone Bonaparte. I due generali erano raramente d'accordo, essendo Grawert un partigiano dell'alleanza francese e Yorck un fervente patriota, ma non molto dopo Grawert si congedò, e Yorck assunse il comando.
Contrastato nella sua avanzata su Riga dal generale prussiano Steingell, Yorck dimostrò grandi capacità in una serie di scontri che terminarono con la ritirata nemica a Riga. Per tutta la durata della campagna fu oggetto di molti attacchi da parte dei generali nemici e, nonostante abbia continuato a respingerli, si rese conto presto che la Grande Armata francese era condannata. Il maresciallo MacDonald, suo immediato superiore, si ritirò davanti agli uomini di Diebitsch, e Yorck si trovò isolato. Come soldato il suo compito era quello di sfondare, ma come patriota prussiano la situazione era più complicata. Dovette scegliere se il momento era favorevole per la guerra di liberazione e, a prescindere dall'entusiasmo dei suoi giovani ufficiali, Yorck non si faceva illusioni riguardo alla propria sicurezza. Il 20 dicembre il generale prese la sua decisione.
L'armistizio della convenzione di Tauroggen, firmato da Diebitsch e Yorck senza il consenso del re, dichiarò "neutrali" i corpi prussiani. Le novità furono apprese con il maggiore entusiasmo possibile, ma il tribunale prussiano ancora non osava gettare la maschera, o fu ordinato di sollevare Yorck dal proprio incarico ponendolo di fronte ad una corte marziale. Diebitsch si rifiutò di lasciar passare il messaggero tra le proprie linee, ed il generale fu infine assolto quando il trattato di Kalisz pose la Prussia al fianco degli Alleati. Le azioni di Yorck furono il punto di svolta della storia prussiana. I suoi veterani formarono i nuclei delle forze della Prussia Orientale, e lo stesso Yorck dichiarò in pubblico guerra a Napoleone come comandante di questi uomini.
Il 17 marzo 1813 Yorck entrò a Berlino tra la gioia dei patrioti. Lo stesso giorno il re dichiarò guerra. Nel 1813-14 Yorck guidò i propri veterani con successo. Coprì la ritirata di Blücher dopo la battaglia di Bautzen, ed ebbe un ruolo importante nella battaglia del Katzbach. Nell'avanzata verso Lipsia i suoi uomini vinsero la battaglia di Wartenburg (3 ottobre), e parteciparono il 18 ottobre alla vittoria nella battaglia delle Nazioni. Nella campagna di Francia, Yorck guidò i pochi uomini rimasti di Osten-Sacken a Montmirail, decidendo anche le sorti della battaglia di Laon.
L'attacco a Parigi fu l'ultimo combattimento di Yorck. Nella campagna del 1815 nessuno dei vecchi uomini fu utilizzato nell'esercito di Blücher, in modo che August von Gneisenau fosse libero di assumere il comando in caso di morte del vecchio principe. Yorck fu nominato a capo dei corpi di riserva in Prussia e, capendo che i suoi servizi non erano più necessari, si congedò dall'esercito. Il suo superiore non accettò le dimissioni per lungo tempo e nel 1821 lo promosse Generalfeldmarschall. Divenne poi Graf Yorck von Wartenburg nel 1814. Passò il resto della vita nella sua proprietà di Klein-Öls (oggi Oleśnica Mała, Polonia) in Slesia, un regalo del re. Una statua scolpita da Christian Daniel Rauch fu eretta in onore di Yorck a Berlino nel 1855. Anche la prima squadra di calcio, lo Yorck Boyen Insterburg, prende da lui il nome.
Il film del 1931 intitolato Yorck racconta la sua vita, ed il suo personaggio è interpretato da Werner Krauss.

## Famosi discendenti
Yorck fu il bisnonno del filosofo di fine ottocento Paul Yorck von Wartenburg ed il quadrisavolo di Peter Yorck von Wartenburg, membro della resistenza tedesca durante il regime nazista.
Il suo più illustre discendente è il conte Claus Schenk von Stauffenberg, autore dell'attentato a Hitler del 20 luglio 1944.